# Oktoberfest

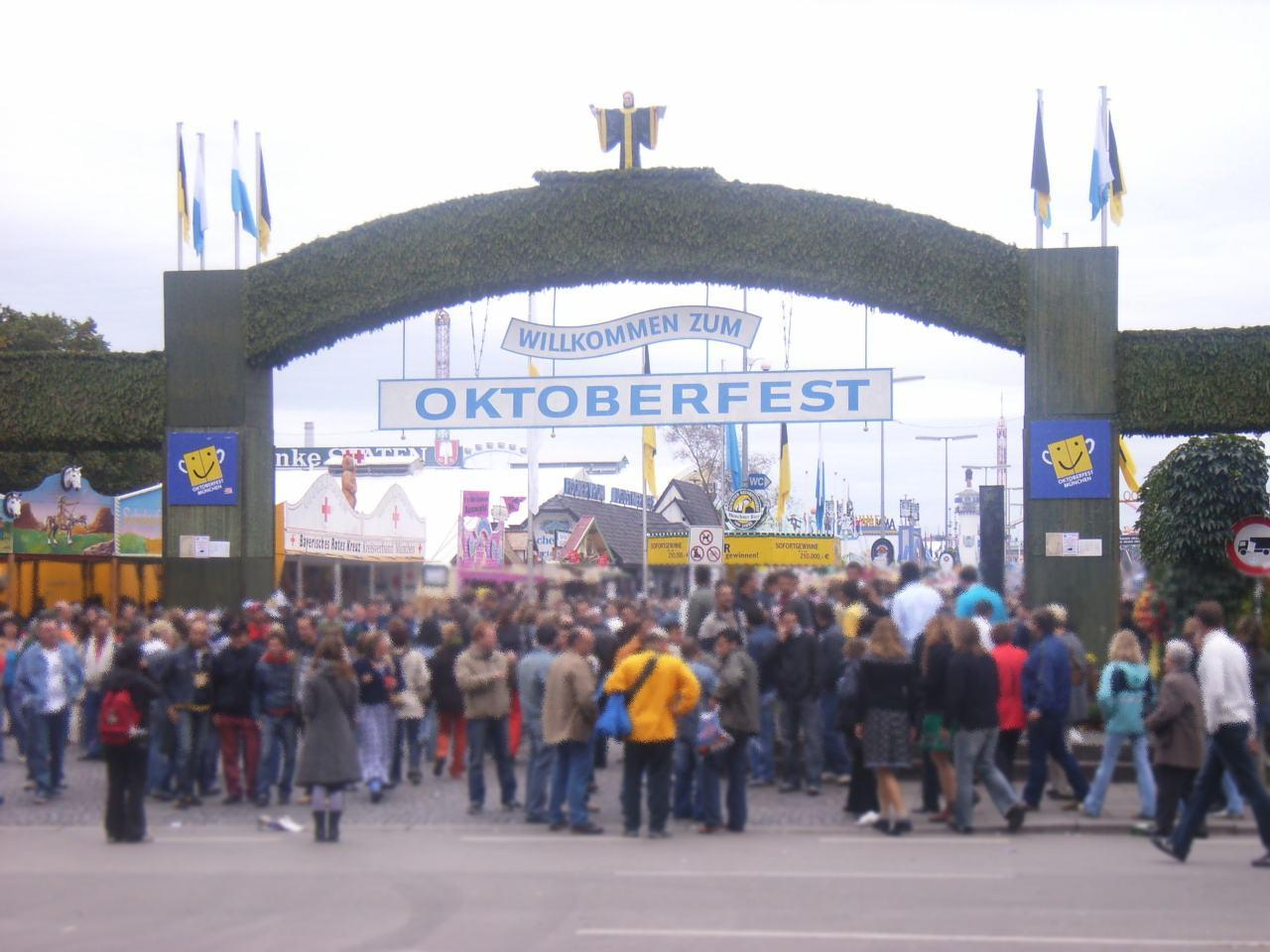
Wejście na teren imprezy

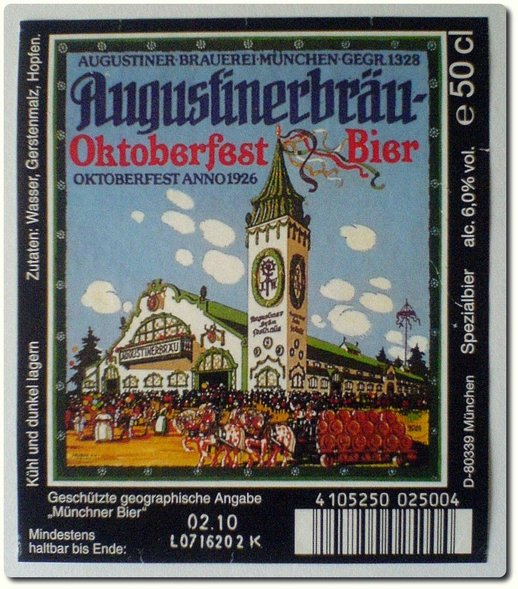
Oktoberfestbier – etykieta piwna

Oktoberfest (baw. Wiesn) – dożynki chmielne organizowane w Monachium od 1810 roku i zarazem jeden z największych festynów ludowych na świecie – w ostatnich latach przeciętna liczba odwiedzających wynosiła ok. 6 milionów ludzi.
Do roku 1871 odbywał się w październiku, natomiast od roku 1872 początek imprezy został przesunięty na wrzesień. W trakcie trwania festynu spożywane jest około 5 milionów litrów piwa, sprzedawanego tradycyjnie w litrowych kuflach tzw. Maßkrug.

## Historia
Festyny nazywane Oktoberfestem nie były w Bawarii rzadkością. Ich celem było zużycie piwa z mijającego sezonu browarskiego, zanim rozpoczęto warzyć nowe. Ponieważ Bawarskie Prawo Czystości z 1516 roku zezwalało na warzenie piwa tylko od 29 września do 23 kwietnia, przypadały tego typu festyny właśnie na okres przełomu września i października.
Monachijski Oktoberfest cieszy się już ponad 200-letnią tradycją. Z okazji ślubu bawarskiego księcia Ludwika, późniejszego króla Bawarii i jego wybranki, księżniczki Therese von Sachsen-Hildburghausen, który odbył się 12 października 1810, zorganizowane zostały na łąkach przed murami miasta (dzisiejsza Theresienwiese, „Błonia Teresy”) wyścigi konne. Ponieważ książę Ludwik pasjonował się starożytnością zawody odbyły się w stylu starożytnych igrzysk olimpijskich.
W początkowych latach monachijski Oktoberfest miał przede wszystkim sportowy charakter. Ponieważ impreza cieszyła się dużą popularnością wśród mieszkańców miasta, dwór królewski zadecydował o powtórzeniu wyścigów rok później o tej samej porze i tak zrodziła się tradycja monachijskiego Oktoberfestu. Ze względu na uwikłanie Bawarii w wojnach napoleońskich w 1813 roku po raz pierwszy zrezygnowano z festynu.
Przerwy w tradycji nastąpiły również w 1854 i 1873 ze względu na epidemię cholery, w 1866 roku z powodu wojny siedmiotygodniowej, w 1870 wojny francusko-pruskiej i w latach 2020–2021 z powodu pandemii koronawirusa.

## Piwo i tradycje piwne
Dopiero w 1880 roku władze miasta zezwoliły na sprzedaż piwa podczas Oktoberfest. Od tego czasu festyn nabierał coraz bardziej charakteru, jaki ma dzisiaj. 
Wedle przepisów Oktoberfestu swoje piwo serwować mogą jedynie monachijskie browary, które warzą zgodnie z Bawarskim Prawem Czystości z 1487 roku i podobną normą niemiecką z 1906 roku. Do browarów tych należą:
- Spaten-Franziskaner-Bräu
- Augustiner
- Paulaner
- Hacker-Pschorr
- Hofbräu
- Löwenbräu

Wszystkie one oferowały tradycyjne bawarskie piwo marcowe o zawartości alkoholu do 6,2%. Charakteryzuje się ono bursztynową barwą i przewagą słodkich nut słodowych nad goryczką chmielową. Obecnie piwa serwowane na festynie nazywa się Oktoberfestbier i w stylu są bardziej podobne do popularnego w wielkich koncernach lagera niż do dawnego piwa marcowego. 
Dla odwiedzających ustawianych jest 14 hal piwnych, z których większe mają do 10 tysięcy miejsc siedzących. Hale dzielone są na dwie kategorie, hale browarów i namioty gospodarzy Oktoberfestu. Każdy gospodarz sprzedaje w swoim namiocie piwo tylko jednego browaru.
W 2014 r. jedno piwo kosztowało średnio dziesięć euro.

### Kufle
Tradycyjne kufle piwne były wykonane z ceramiki, zmieniono je jednak na szklane, aby zapobiec oszustwu w ich napełnianiu. Kelnerki na Oktoberfeście znane są z tego, że potrafią przenieść do dziesięciu Maß naraz, przy czym każdy z kufli zawiera litr piwa (1 kg), do którego dochodzi waga pustego kufla (około 1,1 kg).
Kufle z Oktoberfestu są popularnymi pamiątkami i jako takie sprzedawane są na licznych straganach. Pamiątkowe kufle wyposażone są w plakietki z symbolem i datą danej imprezy. Kufle używane w namiotach i halach piwnych są własnością browarów i przywłaszczanie ich jest kradzieżą. Nie zmienia to faktu, że wielu odwiedzających woli je od kupnych. W latach 80. i 90. liczba kradzieży tak wzrosła, że obecnie nawet służby bezpieczeństwa zobowiązane są zwracać uwagę na osoby podejrzane.

## Przebieg Oktoberfestu
Aby wykorzystać ostatnie ciepłe dni jesieni, Oktoberfest przeniesiono w 1872 na koniec września. Wprawdzie nie obowiązują stałe daty rozpoczęcia i końca, mimo to, regułą jest, że festyn może zacząć się tylko po 15 września, a jego koniec musi przypadać na pierwszą niedzielę października. Od 2000 roku weszła w życie dodatkowa reguła, w razie, gdy pierwsza niedziela października przypada na 1 lub 2 października, Oktoberfest przedłużany jest automatycznie do Święta Zjednoczenia Niemiec, które świętowane jest 3 października. Oktoberfest trwa zatem co najmniej szesnaście, a najwyżej osiemnaście dni.

### Wjazd gospodarzy
Początkowo tereny, na których odbywał się festyn, położone były poza murami miasta i w dniu rozpoczęcia gospodarze i wystawcy udawali się w uroczystym pochodzie na tereny Oktoberfestu. Obecnie pochód ten prowadzi Münchner Kindl (herbowa figura Monachium w postaci dziewczyny w czarnym habicie franciszkańskim z kuflem w dłoni) wraz z burmistrzem Monachium. W pochodzie nadal uczestniczą gospodarze, a wraz z nimi uroczyście przystrojone wozy browarów i kapele muzyczne, które mają grać w halach i namiotach piwnych.

### Odszpuntowanie pierwszej beczki
Po wjeździe pochodu, o godzinie 12:00, w hali Schottenhamel, burmistrz Monachium odszpuntowuje pierwszą beczkę. Co roku oczekiwane jest z napięciem, ile uderzeń będzie potrzebnych zanim popłynie piwo. Christianowi Ude, który jest burmistrzem od 1993 roku, udało się to w latach 2005 i 2008–2013 za dwoma uderzeniami; tyle samo wykonał Dieter Reiter w latach 2015–2017. Jeden z ich poprzedników, Thomas Wimmer, potrzebował w 1950 roku dziewiętnastu uderzeń. Pierwszy kufel z piwem otrzymuje tradycyjnie premier Bawarii, wypowiadając słowa: „O’zapft is!“! (bar. odszpuntowana!).

### Parada strojów
Odbywa się w pierwszą niedzielę festiwalu i jest to największa parada strojów ludowych na świecie. Bierze w niej udział ok. 9000 uczestników z Bawarii oraz całej Europy. Podczas wydarzenia można podziwiać także wspaniałe wozy Monachijskich browarów. Wielobarwny korowód osiąga 7 km długości. Zebrani maszerują przez miasto w rytmie muzyki, prezentując kolorowe kostiumy swego regionu.

### Koncert orkiestr dętych
Artyści z różnych namiotów zbierają się na schodach przed posągiem Bawarii, by wspólnie uświetnić drugą niedzielę festiwalu.

### Strzelanie z moździerza (niem.Böllerschießen)
Odbywa się w ostatnią niedzielę święta piwa i ma miejsce przed posągiem Bawarii. Głośne strzały są znakiem, że Oktoberfest właśnie dobiega końca.
Chociaż jest to największa tego typu impreza na świecie, w wielu krajach organizuje się podobne imprezy próbujące naśladować bawarską.

## Ważne daty
| Rok  | Data       | Imprezy towarzyszące |
| ---- | ---------- | -------------------- |
| 2000 | 16.09–3.10 | 18 dni               |
| 2001 | 22.09–7.10 |                      |
| 2002 | 21.09–6.10 |                      |
| 2003 | 20.09–5.10 |                      |
| 2004 | 18.09–3.10 | BZL*                 |
| 2005 | 17.09–3.10 | 17 dni               |
| 2006 | 16.09–3.10 | 18 dni               |
| 2007 | 22.09–7.10 |                      |

| Rok  | Data       | Imprezy towarzyszące                       |
| ---- | ---------- | ------------------------------------------ |
| 2008 | 20.09–5.10 | BZL*                                       |
| 2009 | 19.09–4.10 |                                            |
| 2010 | 18.09–4.10 | Rok Jubileuszowy. 200 Rocznica Oktoberfest |
| 2011 | 17.09–3.10 | 17 dni                                     |
| 2012 | 22.09–7.10 | BZL*                                       |
| 2013 | 21.09–6.10 |                                            |
| 2014 | 20.09–5.10 |                                            |
| 2015 | 19.09–4.10 |                                            |

## Zamach bombowy na Oktoberfest 26 września 1980
W piątek 26 września 1980, organizacja neonazistowska Wehrsportgruppe Hoffmann (tłum. Grupa Sportów Obronnych Hoffmana) podłożyła bombę koło bramy głównej. 13 osób zostało zabitych, a ponad 200 rannych.

## Oktoberfest w Polsce
Od kilku lat Święto Piwa (Oktoberfest) obchodzony jest również na Śląsku:
- Wodzisław Śląski, od 2015[5],
- Opole, od 2015[6].
- Oktoberfest Malina, od 2012 (dzielnica Opola)
- Śląski Oktoberfest, Dobrzeń Mały od 2018
- Oktoberfest Szczecin https://kolorowaaleja.pl/oktoberfest-szczecin-2023/